# دوبوز هايوارد
دوبوز هايوارد (بالإنجليزية: DuBose Heyward)‏ (31 أغسطس 1885، تشارلستون في الولايات المتحدة - 16 يونيو 1940 في الولايات المتحدة)؛ كاتب سيناريو وروائي أمريكي.

## روابط خارجية
- دوبوز هايوارد على موقع IMDb (الإنجليزية)
- دوبوز هايوارد على موقع الموسوعة البريطانية (الإنجليزية)
- دوبوز هايوارد على موقع ميوزك برينز (الإنجليزية)
- دوبوز هايوارد على موقع أول موفي (الإنجليزية)
- دوبوز هايوارد على موقع قاعدة بيانات برودواي على الإنترنت (الإنجليزية)
- دوبوز هايوارد على موقع قاعدة بيانات الأفلام السويدية (السويدية)
- دوبوز هايوارد على موقع إن إن دي بي (الإنجليزية)
- دوبوز هايوارد على موقع أول ميوزيك (الإنجليزية)
- دوبوز هايوارد على موقع ديسكوغز (الإنجليزية)
- دوبوز هايوارد على موقع قاعدة بيانات الفيلم (الإنجليزية)